# بيل ديفيس (سياسي)
بيل ديفيس هو محامي وسياسي كندي، ولد في 30 يوليو 1929 في برامبتون في كندا. نشط حزبياً في حزب أونتاريو المحافظ التقدمي. وقد انتخب عضو برلمان مقاطعة أونتاريو عن دائرة برامبتون ‏ (18 سبتمبر 1975 – 2 مايو 1985) وانتخب رئيس وزراء أونتاريو ‏ (1 مارس 1971 – 8 فبراير 1985).

## وصلات خارجية
- بيل ديفيس على موقع إن إن دي بي (الإنجليزية)